# Bomb the Bass
Bomb the Bass er det elektroniske musik-alias fra den engelske musiker og producer Timothy Simenon.

## Diskografi

### Studiealbums
| År                                       | Album             | Pladeselskab         | UK | AUS | Certificering |
| ---------------------------------------- | ----------------- | -------------------- | -- | --- | ------------- |
| 1988                                     | Into the Dragon   | Rhythm King Records  | 18 | —   | - BPI: Gold   |
| 1991                                     | Unknown Territory | Rhythm King Records  | 19 | 172 |               |
| 1995                                     | Clear             | Fourth and Broadway  | 22 | 122 |               |
| 2008                                     | Future Chaos      | !K7 / Electric Tones | —  | —   |               |
| 2010                                     | Back to Light     | !K7 / Electric Tones | —  | —   |               |
| 2013                                     | In the Sun        | O*Solo Recordings    | —  | —   |               |
| "—" denotes releases that did not chart. |                   |                      |    |     |               |

### Opsamlingsalbum
- The CD Singles (Rhythm King Records, 1989)
- Beat Dis – The Very Best of Bomb the Bass (Camden, 1999)

### EP'er
- Clear Cut (Morr Music, 2001) (with Lali Puna)
- Tracks (Electric Tones, 2001) (with Jack Dangers)
- Mega Dis (O*Solo Recordings, 2013)

### Singler
| Year                                                          | Single                                                   | Højeste placering | Højeste placering | Højeste placering | Højeste placering | Højeste placering | Højeste placering | Højeste placering | Højeste placering | Højeste placering | Højeste placering | Højeste placering | Certificering | Album             |
| Year                                                          | Single                                                   | UK                | IRE               | NED               | BEL (FLA)         | GER               | AUT               | SWI               | SWE               | AUS               | NZ                | US Dance          | Certificering | Album             |
| ------------------------------------------------------------- | -------------------------------------------------------- | ----------------- | ----------------- | ----------------- | ----------------- | ----------------- | ----------------- | ----------------- | ----------------- | ----------------- | ----------------- | ----------------- | ------------- | ----------------- |
| 1988                                                          | "Beat Dis"                                               | 2                 | 4                 | 8                 | 10                | 6                 | 3                 | 4                 | —                 | —                 | 5                 | 1                 | - BPI: Silver | Into the Dragon   |
| 1988                                                          | "Megablast/Don't Make Me Wait"                           | 6                 | 12                | 29                | —                 | 33                | —                 | 19                | —                 | —                 | 19                | —                 |               | Into the Dragon   |
| 1988                                                          | "Say a Little Prayer" (feat. Maureen)                    | 10                | 11                | 9                 | 18                | —                 | —                 | —                 | —                 | 54                | 21                | —                 |               | Into the Dragon   |
| 1991                                                          | "Love So True" (credited to Tim Simenon)                 | 84                | —                 | —                 | —                 | —                 | —                 | —                 | —                 | —                 | —                 | —                 |               | Unknown Territory |
| 1991                                                          | "Winter in July"                                         | 7                 | 21                | 6                 | 37                | 39                | —                 | 21                | 32                | 174               | —                 | —                 |               | Unknown Territory |
| 1991                                                          | "The Air You Breathe"                                    | 52                | —                 | 54                | —                 | —                 | —                 | —                 | —                 | 162               | —                 | —                 |               | Unknown Territory |
| 1992                                                          | "Keep Giving Me Love" (a re-recording of "Love So True") | 62                | —                 | —                 | —                 | —                 | —                 | —                 | —                 | —                 | —                 | —                 |               | Single only       |
| 1994                                                          | "Bug Powder Dust" (feat. Justin Warfield)                | 24                | —                 | —                 | —                 | —                 | —                 | —                 | —                 | 34                | —                 | —                 |               | Clear             |
| 1994                                                          | "Darkheart" (feat. Spikey Tee)                           | 35                | —                 | —                 | —                 | —                 | —                 | —                 | —                 | 95                | —                 | —                 |               | Clear             |
| 1995                                                          | "1 to 1 Religion" (feat. Carlton)                        | 53                | —                 | —                 | —                 | —                 | —                 | —                 | —                 | —                 | —                 | —                 |               | Clear             |
| 1995                                                          | "Sandcastles"                                            | 54                | —                 | —                 | —                 | —                 | —                 | —                 | —                 | —                 | —                 | —                 |               | Clear             |
| 2001                                                          | "Clear Cut" (feat. Lali Puna)                            | —                 | —                 | —                 | —                 | —                 | —                 | —                 | —                 | —                 | —                 | —                 |               | Singles only      |
| 2001                                                          | "Tracks"                                                 | —                 | —                 | —                 | —                 | —                 | —                 | —                 | —                 | —                 | —                 | —                 |               | Singles only      |
| 2008                                                          | "Butterfingers" (feat. Fujiya & Miyagi)                  | —                 | —                 | —                 | —                 | —                 | —                 | —                 | —                 | —                 | —                 | —                 |               | Future Chaos      |
| "—" denotes releases that did not chart or were not released. |                                                          |                   |                   |                   |                   |                   |                   |                   |                   |                   |                   |                   |               |                   |